# Sportverein Babelsberg 1903 2012-2013
Questa voce raccoglie le informazioni riguardanti lo Sportverein Babelsberg 1903 nelle competizioni ufficiali della stagione 2012-2013.

## Stagione
Nella stagione 2012-2013 il Babelsberg, allenato da Christian Benbennek, Almedin Civa e Dieter Timme, concluse il campionato di 3. Liga al 19º posto e retrocesse in Regionalliga.

## Rosa
| N. |                     | Ruolo | Calciatore        |
| -- | ------------------- | ----- | ----------------- |
| 2  | Germania (bandiera) | D     | Matthias Kühne    |
| 3  | Germania (bandiera) | C     | Lennart Hartmann  |
| 5  | Germania (bandiera) | D     | Daniel Reiche     |
| 6  | Togo (bandiera)     | D     | Assimiou Touré    |
| 7  | Germania (bandiera) | D     | Matthias Rudolph  |
| 8  | Germania (bandiera) | C     | Christian Essig   |
| 9  | Germania (bandiera) | A     | Markus Müller     |
| 10 | Germania (bandiera) | C     | Christian Groß    |
| 11 | Germania (bandiera) | C     | Oliver Kragl      |
| 13 | Germania (bandiera) | P     | Sebastian Rauch   |
| 14 | Germania (bandiera) | D     | Aaron Berzel      |
| 15 | Germania (bandiera) | C     | Sergey Evlyushkin |
| 16 | Germania (bandiera) | A     | Oliver Heil       |
| 17 | Germania (bandiera) | C     | Julian Prochnow   |

| N. |                     | Ruolo | Calciatore      |
| -- | ------------------- | ----- | --------------- |
| 18 | Germania (bandiera) | C     | Philipp Kreuels |
| 20 | Germania (bandiera) | C     | Süleyman Koç    |
| 21 | Germania (bandiera) | D     | Kofi Schulz     |
| 23 | Germania (bandiera) | P     | Frederic Löhe   |
| 24 | Germania (bandiera) | D     | Severin Mihm    |
| 25 | Germania (bandiera) | A     | Lucas Albrecht  |
| 26 | Germania (bandiera) | C     | Niko Opper      |
| 29 | Svizzera (bandiera) | D     | Zlatko Hebib    |
| 30 | Germania (bandiera) | C     | Erkan Dogan     |
| 32 | Svizzera (bandiera) | P     | Sascha Studer   |
| 33 | Germania (bandiera) | A     | Moritz Göttel   |
| 34 | Turchia (bandiera)  | C     | Burak Kaplan    |
|    | Turchia (bandiera)  | C     | Fatih Aydogdu   |

## Organigramma societario
Area tecnica
- Allenatore: Dieter Timme
- Allenatore in seconda: Cem Efe
- Preparatore dei portieri: Sebastian Rauch
- Preparatori atletici:

## Calciomercato

### Sessione estiva
| Acquisti | Acquisti          | Acquisti               | Acquisti |
| R.       | Nome              | da                     | Modalità |
| -------- | ----------------- | ---------------------- | -------- |
| D        | Aaron Berzel      | Holstein Kiel          |          |
| C        | Christian Essig   | Heidenheim             |          |
| A        | Oliver Heil       | Darmstadt              |          |
| C        | Oliver Kragl      | Germania Halberstadt   |          |
| C        | Philipp Kreuels   | Wolfsburg II           |          |
| P        | Frederic Löhe     | Borussia M'gladbach II |          |
| C        | Niko Opper        | Bayer Leverkusen II    |          |
| D        | Daniel Reiche     | Duisburg               |          |
| D        | Kai-Fabian Schulz | Carl Zeiss Jena        |          |

| Cessioni | Cessioni            | Cessioni           | Cessioni |
| R.       | Nome                | a                  | Modalità |
| -------- | ------------------- | ------------------ | -------- |
| D        | Florian Grossert    | Zwickau            |          |
| C        | David Hollwitz      | Union Berlino II   |          |
| C        | Anton Makarenko     | Chemnitz           |          |
| D        | Rico Morack         | Neustrelitz        |          |
| D        | Mickaël Nelson      | Sète               |          |
| A        | Daniel Scheinig     | Neubrandenburg     |          |
| A        | Dominik Stroh-Engel | Wehen Wiesbaden    |          |
| D        | Ronny Surma         | Sportfreunde Lotte |          |
| P        | Marian Unger        | Zwickau            |          |

### Sessione invernale
| Acquisti | Acquisti       | Acquisti               | Acquisti |
| R.       | Nome           | da                     | Modalità |
| -------- | -------------- | ---------------------- | -------- |
| C        | Burak Kaplan   | Beşiktaş               |          |
| P        | Sascha Studer  | Winterthur             |          |
| A        | Moritz Göttel  | Borussia M'gladbach II |          |
| A        | Lucas Albrecht | Hansa Rostock          |          |
| C        | Fatih Aydogdu  | Tokatspor              |          |
| C        | Erkan Dogan    | Babelsberg II          |          |
| D        | Severin Mihm   | Energie Cottbus II     |          |

| Cessioni | Cessioni           | Cessioni     | Cessioni |
| R.       | Nome               | a            | Modalità |
| -------- | ------------------ | ------------ | -------- |
| C        | Dennis Lemke       | RKC Waalwijk |          |
| D        | Kai-Fabian Schulz  | Goslarer     |          |
| C        | Benjamin Kauffmann | Unterhaching |          |

## Risultati

### 3. Liga

#### Girone di andata
| Arbitro: | Wingenbach |

|             |           |  |
| Förster 10’ | Marcatori |  |

| Arbitro: | Grudzinski |

|                    |           |  |
| Berzel 31’ Koç 66’ | Marcatori |  |

| Arbitro: | Kampka |

|                                               |           |                    |
| Plat 12’ Smetana 17’ Weilandt 80’ Leemans 84’ | Marcatori | 45’ (rig.) Kreuels |

| Arbitro: | Steinberg |

|                        |           |               |
| Kreuels 73’ Müller 79’ | Marcatori | 28’, 32’ Mann |

| Arbitro: | Gerach |

|                           |           |           |
| Schnatterer 20’ Mayer 26’ | Marcatori | 42’ Kragl |

| Arbitro: | Thomsen |

|  |           |              |
|  | Marcatori | 62’ Hartmann |

| Arbitro: | Weickenmeier |

|                                  |           |                   |
| Benyamina 38’ Rathgeb 45’ (rig.) | Marcatori | 6’ (rig.) Kreuels |

| Arbitro: | Dingert |

|                    |           |  |
| Kreuels 45’ (rig.) | Marcatori |  |

| Arbitro: | Schmickartz |

|                                    |           |  |
| Schönfeld 44’ Klos 48’, 63’ (rig.) | Marcatori |  |

| Arbitro: | Aarnink |

|          |           |  |
| Heil 43’ | Marcatori |  |

| Dortmund 25 settembre 2012, ore 19:00 CEST 11ª giornata | Borussia Dortmund II | 0 – 0 referto | Babelsberg | Stadio Rote Erde (310 spett.)\| Arbitro: \| Dittrich \| |
| Arbitro:                                                | Dittrich             |               |            |                                                         |

| Arbitro: | Kunzmann |

|  |           |            |
|  | Marcatori | 64’ Ziemer |

| Arbitro: | Heft |

|                                                          |           |                   |
| Fetsch 15’ Husterer 66’, 83’ Rathgeber 75’ Reinhardt 87’ | Marcatori | 3’ Kragl 20’ Groß |

| Potsdam 20 ottobre 2012, ore 14:00 CEST 14ª giornata | Babelsberg | 0 – 0 referto | Karlsruhe | Stadio Karl Liebknecht (4 357 spett.)\| Arbitro: \| Jablonski \| |
| Arbitro:                                             | Jablonski  |               |           |                                                                  |

| Arbitro: | Valentin |

|            |           |          |
| Möckel 90’ | Marcatori | 5’ Opper |

| Arbitro: | Fischer |

|             |           |  |
| Kreuels 10’ | Marcatori |  |

| Arbitro: | Kunzmann |

|  |           |            |
|  | Marcatori | 42’ Reiche |

| Arbitro: | Blos |

|                                            |           |          |
| Senesie 9’ Mokhtari 18’ (rig.) Schwarz 22’ | Marcatori | 80’ Groß |

| Arbitro: | Kampka |

|                  |           |  |
| Essig 21’ (rig.) | Marcatori |  |

#### Girone di ritorno
| Arbitro: | Weickenmeier |

|           |           |             |
| Kragl 90’ | Marcatori | 57’ Förster |

| Darmstadt 13 febbraio 2013, ore 19:00 CET 21ª giornata | Darmstadt | 0 – 0 referto | Babelsberg | Stadion am Böllenfalltor (3 600 spett.)\| Arbitro: \| Thomsen \| |
| Arbitro:                                               | Thomsen   |               |            |                                                                  |

| Arbitro: | Valentin |

|                 |           |             |
| Müller 34’, 44’ | Marcatori | 25’ Leemans |

| Arbitro: | Steuer |

|            |           |  |
| Janjić 12’ | Marcatori |  |

| Arbitro: | Sönder |

|                      |           |                                                   |
| Kreuels 14’ Mihm 60’ | Marcatori | 13’ Malura 35’ Strauß 89’ Bagceci 90’ Schnatterer |

| Arbitro: | Schmidt |

|            |           |  |
| Kanitz 30’ | Marcatori |  |

| Potsdam 10 aprile 2013, ore 19:00 CEST 26ª giornata | Babelsberg | 0 – 0 referto | Stoccarda II | Stadio Karl Liebknecht (2 038 spett.)\| Arbitro: \| Beitinger \| |
| Arbitro:                                            | Beitinger  |               |              |                                                                  |

| Arbitro: | Rohde |

|           |           |  |
| Manno 52’ | Marcatori |  |

| Arbitro: | Kunzmann |

|  |           |                    |
|  | Marcatori | 28’ Rahn 83’ Jerat |

| Arbitro: | Beitinger |

|                 |           |                               |
| Touré 8’ (aut.) | Marcatori | 52’ (aut.) Murakami 89’ Essig |

| Arbitro: | Göpferich |

|          |           |              |
| Essig 5’ | Marcatori | 35’ Bakalorz |

| Arbitro: | Weickenmeier |

|                             |           |           |
| Ziemer 54’ (rig.) Petry 79’ | Marcatori | 72’ Kühne |

| Potsdam 6 aprile 2013, ore 14:00 CEST 32ª giornata | Babelsberg | 0 – 0 referto | Kickers Offenbach | Stadio Karl Liebknecht (2 174 spett.)\| Arbitro: \| Thomsen \| |
| Arbitro:                                           | Thomsen    |               |                   |                                                                |

| Arbitro: | Hartmann |

|                       |           |             |
| Peitz 36’ Dulleck 84’ | Marcatori | 79’ Kreuels |

| Arbitro: | Blos |

|              |           |                |
| Albrecht 73’ | Marcatori | 32’ Ofosu-Ayeh |

| Arbitro: | Jablonski |

|                                     |           |                |
| Engelbrecht 50’ Marchese 88’ (rig.) | Marcatori | 47’ Evlyushkin |

| Arbitro: | Steinberg |

|                             |           |                    |
| Koç 5’ Müller 44’ Essig 78’ | Marcatori | 25’ Schweinsteiger |

| Arbitro: | Ittrich |

|  |           |                                         |
|  | Marcatori | 14’ Müller 57’ Thiel 76’ Çınar 77’ Holz |

| Arbitro: | Schriever |

|                                                    |           |           |
| Taylor 12’ Kühne 21’ Bischoff 82’ Menga 90’ (rig.) | Marcatori | 5’ Reiche |

## Statistiche

### Statistiche di squadra
| Competizione | Punti | In casa | In casa | In casa | In casa | In casa | In casa | In trasferta | In trasferta | In trasferta | In trasferta | In trasferta | In trasferta | Totale | Totale | Totale | Totale | Totale | Totale | DR  |
| Competizione | Punti | G       | V       | N       | P       | Gf      | Gs      | G            | V            | N            | P            | Gf           | Gs           | G      | V      | N      | P      | Gf     | Gs     | DR  |
| ------------ | ----- | ------- | ------- | ------- | ------- | ------- | ------- | ------------ | ------------ | ------------ | ------------ | ------------ | ------------ | ------ | ------ | ------ | ------ | ------ | ------ | --- |
| 3. Liga      | 37    | 19      | 7       | 7       | 5       | 18      | 19      | 19           | 2            | 3            | 14           | 14           | 35           | 38     | 9      | 10     | 19     | 32     | 54     | -22 |
| Totale       | 37    | 19      | 7       | 7       | 5       | 18      | 19      | 19           | 2            | 3            | 14           | 14           | 35           | 38     | 9      | 10     | 19     | 32     | 54     | -22 |

### Andamento in campionato
| Giornata  | 1  | 2 | 3  | 4  | 5  | 6  | 7  | 8  | 9  | 10 | 11 | 12 | 13 | 14 | 15 | 16 | 17 | 18 | 19 | 20 | 21 | 22 | 23 | 24 | 25 | 26 | 27 | 28 | 29 | 30 | 31 | 32 | 33 | 34 | 35 | 36 | 37 | 38 |
| --------- | -- | - | -- | -- | -- | -- | -- | -- | -- | -- | -- | -- | -- | -- | -- | -- | -- | -- | -- | -- | -- | -- | -- | -- | -- | -- | -- | -- | -- | -- | -- | -- | -- | -- | -- | -- | -- | -- |
| Luogo     | T  | C | T  | C  | T  | C  | T  | C  | T  | C  | T  | C  | T  | C  | T  | C  | T  | T  | C  | C  | T  | C  | T  | C  | T  | C  | T  | C  | T  | C  | T  | C  | T  | C  | T  | C  | C  | T  |
| Risultato | P  | V | P  | N  | P  | P  | P  | V  | P  | V  | N  | P  | P  | N  | N  | V  | V  | P  | V  | N  | N  | V  | P  | P  | P  | N  | P  | P  | V  | N  | P  | N  | P  | N  | P  | V  | P  | P  |
| Posizione | 14 | 8 | 14 | 12 | 15 | 19 | 19 | 16 | 18 | 17 | 16 | 16 | 17 | 16 | 16 | 15 | 13 | 14 | 13 | 13 | 13 | 11 | 12 | 13 | 14 | 14 | 15 | 17 | 15 | 15 | 17 | 16 | 17 | 17 | 19 | 17 | 19 | 19 |

Legenda:

Luogo: C = Casa; T = Trasferta. Risultato: V = Vittoria; N = Pareggio; P = Sconfitta.

### Statistiche dei giocatori
| L. Albrecht   | 8  | 1 | 0  | 0 |
| F. Aydogdu    | 0  | 0 | 0  | 0 |
| A. Berzel     | 25 | 1 | 9  | 0 |
| E. Dogan      | 0  | 0 | 0  | 0 |
| C. Essig      | 27 | 4 | 4  | 1 |
| S. Evlyushkin | 35 | 1 | 3  | 1 |
| C. Groß       | 37 | 2 | 4  | 0 |
| M. Göttel     | 5  | 0 | 0  | 0 |
| L. Hartmann   | 22 | 0 | 4  | 1 |
| Z. Hebib      | 32 | 0 | 4  | 0 |
| N. Hebisch    | 6  | 0 | 1  | 0 |
| O. Heil       | 17 | 1 | 1  | 0 |
| B. Kaplan     | 10 | 0 | 1  | 0 |
| B. Kauffmann  | 8  | 0 | 1  | 0 |
| S. Koç        | 29 | 2 | 0  | 0 |
| O. Kragl      | 35 | 3 | 5  | 0 |
| P. Kreuels    | 31 | 7 | 12 | 1 |
| M. Kühne      | 31 | 1 | 4  | 1 |
| D. Lemke      | 4  | 0 | 0  | 0 |
| F. Löhe       | 36 | 0 | 1  | 1 |
| S. Mihm       | 3  | 1 | 0  | 0 |
| M. Müller     | 30 | 4 | 5  | 0 |
| N. Opper      | 5  | 1 | 1  | 0 |
| J. Prochnow   | 14 | 0 | 2  | 0 |
| S. Rauch      | 0  | 0 | 0  | 0 |
| D. Reiche     | 37 | 2 | 7  | 0 |
| M. Rudolph    | 12 | 0 | 1  | 0 |
| K. Schulz     | 2  | 0 | 0  | 0 |
| K. Schulz     | 3  | 0 | 0  | 0 |
| S. Studer     | 3  | 0 | 0  | 0 |
| A. Touré      | 21 | 0 | 2  | 2 |
| D. Zacher     | 0  | 0 | 0  | 0 |